# Центральный сельсовет (Нижегородская область)
Центральный сельсове́т — упразднённое сельское поселение в составе Перевозского района Нижегородской области России. Административный центр — посёлок Центральный.

## История
Статус и границы сельского поселения установлены Законом Нижегородской области от 15 июня 2004 года № 60-З «О наделении муниципальных образований — городов, рабочих посёлков и сельсоветов Нижегородской области статусом городского, сельского поселения».
Законом Нижегородской области от 28 августа 2009 года № 134-З сельские поселения Центральный сельсовет и Вельдемановский сельсовет объединены в сельское поселение Центральный сельсовет.
Законом Нижегородской области от 31 мая 2017 года № 64-З, 13 июня 2017 года были преобразованы, путём их объединения, все муниципальные образования Перевозского муниципального района — городское поселение город Перевоз, Дзержинский, Дубской, Ичалковский, Палецкий, Танайковский, Тилининский и Центральный сельсоветы — в городской округ Перевозский.

## Население
| 2002  | 2010  | 2012  | 2013  | 2014  | 2015  | 2016  |
| ----- | ----- | ----- | ----- | ----- | ----- | ----- |
| 1697  | ↘1568 | ↘1554 | ↗1592 | ↗1603 | ↘1578 | ↗1585 |
| 2017  |       |       |       |       |       |       |
| ↘1554 |       |       |       |       |       |       |

## Состав сельского поселения
| № | Населённый пункт | Тип населённого пункта          | Население |
| - | ---------------- | ------------------------------- | --------- |
| 1 | Вельдеманово     | село                            | ↘424      |
| 2 | Выжлеи           | село                            | ↘11       |
| 3 | Заключная        | деревня                         | ↘47       |
| 4 | Зименки          | посёлок                         | ↘11       |
| 5 | Коноплянка       | деревня                         | ↗231      |
| 6 | Поляна           | село                            | ↘165      |
| 7 | Селищи           | деревня                         | ↗92       |
| 8 | Центральный      | посёлок, административный центр | ↘587      |